# Pa amb oli
 (septembre 2024).
Si vous disposez d'ouvrages ou d'articles de référence ou si vous connaissez des sites web de qualité traitant du thème abordé ici, merci de compléter l'article en donnant les références utiles à sa vérifiabilité et en les liant à la section « Notes et références ».

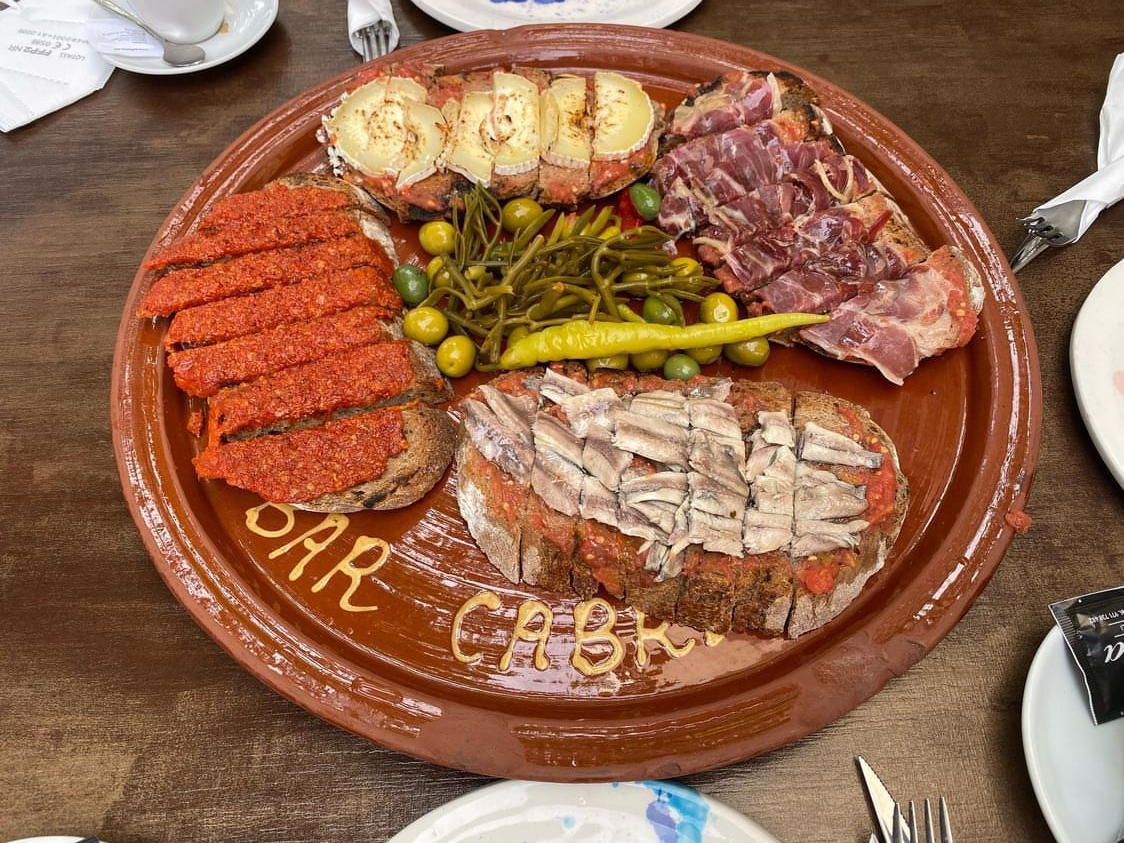
Variantes de pa amb oli.

Le pa amb oli (en catalan), pan con aceite (en espagnol), ou pamboli, littéralement « pain avec huile », est une des préparations typiques des îles Baléares. Originellement, ce plat était constitué d'une tranche de pain à laquelle était ajouté un filet d'huile d'olive. Progressivement, la recette fut complétée par de la tomate, généralement frottée sur le pain. De nombreuses variantes existent de ce plat sur lequel peut être ajouté de l'ail, des olives, de la charcuterie ou encore du fromage,.

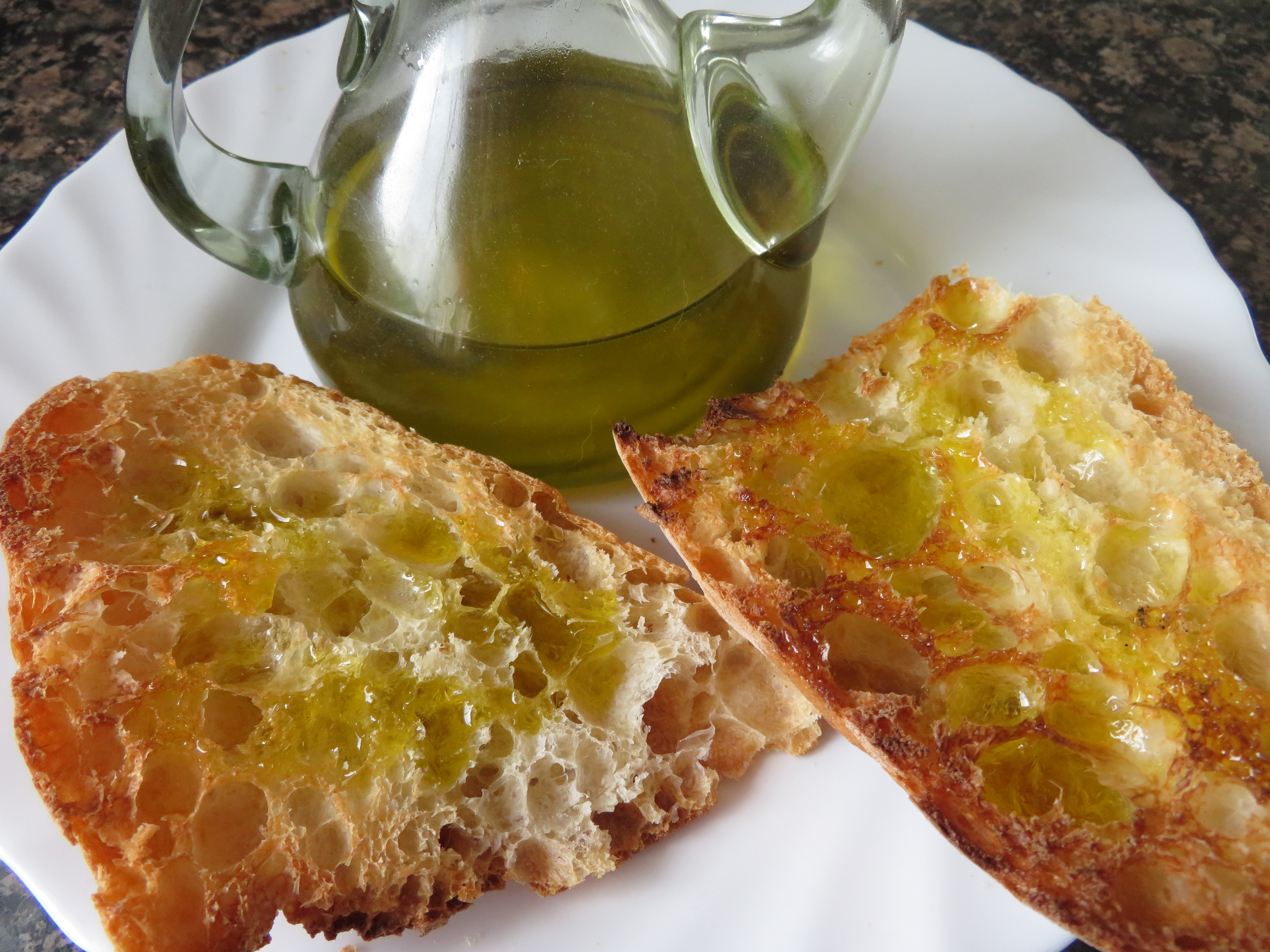
Pa amb oli.

## Origines
L'origine du pa amb oli est fortement liée à l'histoire de l'oléiculture sur le pourtour méditérrannéen.
Comme son nom l'indique, sa conception est antérieure à la découverte de l'Amérique et de la tomate. Il est en ce sens un équivalent mallorquin à la bruschetta italienne, au pan bagnat provençal ou encore au hobz biz-zejt maltais (dont le nom signifie également « pain avec de l'huile »).